# Luiz Schiavon
Luiz Schiavon (San Paolo, 5 ottobre 1958 – Osasco, 15 giugno 2023) è stato un cantante, musicista e compositore brasiliano.

## Biografia
Italobrasiliano di San Paolo, si diplomò al Conservatorio Mário de Andrade della città natale nel 1977 e studiò Architettura all'università senza però laurearsi.
Suonò il pianoforte e le tastiere in una cover band dei Deep Purple, che si sciolse proprio il giorno in cui egli incontrò per la prima volta Paulo Ricardo, con il quale poi  formò il gruppo Aura, caratterizzato da un originale rock progressivo (all'epoca Schiavon era il ragazzo della cantante May East, dirimpettaia di Paulo Ricardo). La band rimase attiva un anno e mezzo, dopodiché Luiz Schiavon e Paulo Ricardo fondarono i RPM, primo gruppo musicale brasiliano in assoluto a proporre i sintetizzatori: il loro album Revoluções por Minuto, uscito nel 1985, ottenne grandissimo successo. La maggior parte delle canzoni furono scritte e composte proprio da Schiavon, tastierista e voce del gruppo insieme a Paulo Ricardo. Della formazione originaria fecero parte anche Fernando Deluqui, ex chitarrista di May East, e il batterista Júnior Moreno, entrato a soli 15 anni.
Dopo qualche anno la band, che aveva già subito qualche rimaneggiamento, si sciolse. Schiavon creò allora vari progetti musicali. Dal 1992 al 1994 egli sviluppò un complesso ciclo di eventi live, più o meno sulla falsariga delle performance del tastierista francese Jean-Michel Jarre, rivolto a un vasto pubblico: esso culminò con uno spettacolo a Curitiba, tenutosi in occasione del restaurato Palácio Avenida, alla presenza di 50.000 spettatori.
In seguito per qualche tempo si limitò a comporre brani per altri artisti, a volte anche esplorando generi diversi dal rock: ne è un esempio Tormento d'amore, canzone in italiano affidata alle voci di Agnaldo Rayol e Charlotte Church, che venne tra l'altro scelta come sigla della fortunatissima telenovela Terra nostra.
Nel 2002 riformò insieme a Paulo Ricardo il gruppo RPM. Dal 2004 al 2010 diresse l'orchestra nel programma Domingão do Faustão, l'appuntamento domenicale di Rede Bandeirantes condotto da Fausto Silva. Dopodiché con i RPM pubblicò il doppio album Elektra e iniziò un tour che durò ben 5 anni. Nel 2018 Paulo Ricardo lasciò la formazione, per riprendere la carriera da solista; qualche tempo dopo venne querelato da Schiavon per aver registrato a suo nome il marchio del gruppo. Il tribunale dette ragione a Schiavon.
Nel 2020 fu costretto ad abbandonare l'attività musicale dopo che gli venne diagnosticata una malattia autoimmune (l'artista non specificò mai di cosa si trattasse esattamente). Da allora venne ricoverato numerose volte in ospedale, fino alla morte, avvenuta il 15 giugno 2023 per le complicazioni insorte dopo un intervento chirurgico resosi necessario per contrastare la patologia.  Proprio una settimana prima del suo decesso il gruppo aveva pubblicato un singolo, Promessas.

## Vita privata
Dopo la fine della relazione con May East, Schiavon si legò sentimentalmente a Marisa de Oliveira Pereira, che sposò molto più tardi.

## Discografia parziale

### Con RPM
- (1985) Revoluções por Minuto
- (1986) Rádio Pirata ao Vivo
- (1988) RPM
- (1993) Paulo Ricardo & RPM
- (2002) MTV Ao Vivo
- (2011) Elektra